# Frankeniaceae
Frankeniaceae је фамилија дикотиледоних биљака из реда Caryophyllales. Обухвата 5 родова са око 100 врста. Понекад се родови обједињју у номинотипски род, Frankenia. Фамилија је распрострањења на скоро свим континентима у областима са сувом и топлом климом.